# Fourneaux (Manche)
Fourneaux település Franciaországban, Manche megyében. Lakosainak száma 131 fő (2022. január 1.). Fourneaux Beuvrigny, Domjean és Tessy-Bocage községekkel határos.

## Népesség
A település népességének változása:
| Lakosok száma | 119  | 99   | 98   | 80   | 125  | 150  | 146  | 130  | 130  | 131  |
|               | 1968 | 1982 | 1990 | 2006 | 2013 | 2015 | 2017 | 2019 | 2020 | 2022 |